# Mjösjöberget
Mjösjöberget är ett naturreservat i Nordmalings kommun i Västerbottens län.
Området är naturskyddat sedan 2015 och är 24 hektar stort. Reservatet omfattar en del av nordsluttningen av Mjösjöberget och består av naturskog med gamla tallar högst upp.